# Cattedrale del Profeta Elia
La cattedrale del Profeta Elia è una cattedrale ortodossa di Aleppo, sede dell'arcieparchia di Aleppo e Alessandretta del Patriarcato greco-ortodosso di Antiochia. Fu consacrata il 7 dicembre 2000 e designata come nuovo cattedrale della città. L'edificio, costruito in mattoni, presenta una facciata affiancata da due torri e sormontata da una cupola.